# Дирк Шлехтер
Дирк Шлехтер (Бад Наухајм, 15. фебруара 1965) је басиста немачког пауер метал бенда Гама реј.

## Биографија
Дирк је први пут дошао у контакт са музиком у музичкој школи са 8 година. Са 11 година је добио своју прву акустичну гитару, а одмах затим и електричну са 15. Са 19 година је почео свирати бас-гитару. Током овог времена свирао је у бендовима Блу лајф, Солд аут, Луис Гловер хаус бенд, као и Драјвин форс.
Појавио се као гостујући музичар на првом албуму Гама реја Heading for Tomorrow, свирајући бас-гитару у песми "Money", као и неке деонице песме "The Silence". Преостале бас деонице је одсвирао Уве Весел. Шлехтер је ангажован да свира бас са Гама реј на њиховој првој турнеји, али пошто се у то време распао бивши бенд Увеа Весела распао у то време, Шлехтеру је понуђен посао другог гитаристе.
Од тада је он постао стални гитариста Гама реја. Свирао је гитару на албумима Sigh No More, Insanity and Genius, и Land of the Free. Након албума Land of the Free басиста Јан Рубах је напустио бенд, па је Шлехтер преузео позицију басисте, а Хенјо Рихтер је постао нови гитариста бенда. Издавање албума Somewhere Out in Space је означило Шлехтеров повратак басу, који он свира све до данас.

## Дискографија

### Студијски албуми
- (1990) (као гостујући музичар, свирао је у две песме)
- (1991)
- (1993)
- (1995)
- (1997)
- (1999)
- (2001)
- (2005)
- (2007)
- (2010)

### Живи албуми
- (1996)
- (2003)

### Синглови
- (1990)
- (1996)
- (1997)

### Компилације
- (1997)
- (2000)

### Видео и ДВД
- (1990)
- (1993)